# Stavromula Beta
Stavromula Beta är en plats i  Douglas Adams serie Liftarens guide till galaxen som nämns första gången i boken Livet, universum och allting.  Det framgår att Arthur Dent på grund av en tidsparadox inte kan dö förrän han besökt platsen. I slutet av I stort sett menlös (sista boken i trilogin) befinner han sig på en nattklubb i London vid namn Beta. När han upptäcker att klubben ägs av en Stavro Mueller förstår han att han har hört fel. Vogonerna anländer och förstör Jorden (och alla Jordar i parallella universa).